# Fugitivas
Fugitivas és una pel·lícula dramàtica espanyola del 2000 i dirigida per Miguel Hermoso. Inicialment havia de titular-se Camino del sur, però el productor va optar per Fugitivas. Fou estrenada el 5 d'octubre de 2000 al cinema Cervantes de Màlaga. Fou rodada a les localitats andaluses de Puente Genil, Tarifa, Puerto de Santa María, Chipiona, Cadis, Caños de Meca, Algesires i Carmona.

## Argument
Tony (Laia Marull) és una jove nascuda en un barri pobre. Al costat del seu xicot, Juanjo (Jesús Olmedo) i 2 col·legues Maxi (Miguel Hermoso Arnao) i Moc (Roberto Cairo) decideixen atracar una Administració de Loteries, però Juanjo pensa escapolir-se amb Tony després de fer-se amb el botí. Després de fugir tots dos amb la filla de set anys de Tony, Juanjo les deixa abandonades en un restaurant de carretera i han de fugir cap al sud de l'assetjament tant de la policia com dels altres companys d'atracament.
El director la defineix com "una història de personatges marginats, perseguits i assetjats que lluiten desesperadament per sobreviure, buscant un refugi que acaben per trobar a Tarifa, el sud del sud".

## Repartiment
- Laia Marull... Tony
- Beatriz Coronel...	Laura
- Juan Diego... Raimundo
- María Galiana... Ascensión
- Miguel Hermoso Arnao…	Maxi
- Roberto Cairo... Moco
- Jesús Olmedo... Juanjo
- Silvia Espigado	...	Flor
- Antonio Dechent... Policia 1
- Jesús Lucena... Policia 2
- Santiago Ramos... Aparcacotxes

## Premis
Goyas 2001
| Categoria               | Persona      | Resultat   |
| ----------------------- | ------------ | ---------- |
| Millor actriu revelació | Laia Marull  | Guanyadora |
| Millor cançó original   | Manuel Malou | Guanyador  |

Premis Turia 2001 al millor director i a la millor actriu (Laia Marull)